# Semtex (album)
Semtex − album studyjny polskich raperów Borixona i Kajmana oraz producenta muzycznego PRWRS-a. Wydawnictwo ukazało się 18 maja 2009 roku nakładem wytwórni muzycznej Juicey Juice Nagrania w dystrybucji Fonografiki. Materiał był promowany teledyskiem do utworu "Podmuch".

## Lista utworów
Opracowano na podstawie materiału źródłowego.
1. "Intro" (produkcja: PRWRS)
2. "Podmuch" (produkcja: PRWRS, scratche: DJ Decks)
3. "S.M.X." (produkcja: PRWRS)
4. "Nienawidzą mnie" (produkcja: PRWRS)
5. "Moneymaker" (produkcja: PRWRS)
6. "Moda" (produkcja: PRWRS, scratche: DJ Story)
7. "Nie mówię prawdy" (produkcja: PRWRS, gościnnie: Pawlak)
8. "Ptaki" (produkcja: PRWRS, scratche: DJ Decks)
9. "Polska !" (produkcja: PRWRS)
10. "Sorry" (produkcja: PRWRS)
11. "Melanże" (produkcja: PRWRS, scratche: DJ Story)
12. "Powrót króla" (produkcja: PRWRS)
13. "Zwycięstwo" (produkcja: PRWRS)
14. "Outro" (produkcja: PRWRS)
15. "Moda RMX Enwukade" (produkcja: PRWRS, produkcja: Enwukade)